# إليزابيث يين
إليزابيث يين (بالإنجليزية: Elizabeth Yin) هي متسابقة يخت سنغافورية، ولدت في 8 أغسطس 1991.

## وصلات خارجية
- إليزابيث يين على موقع أوليمبيديا (الإنجليزية)